# Ommatius rufipes
Ommatius rufipes är en tvåvingeart som beskrevs av Macquart 1846. Ommatius rufipes ingår i släktet Ommatius och familjen rovflugor.
Artens utbredningsområde är Colombia. Inga underarter finns listade i Catalogue of Life.